# 미야코지마역
미야코지마역(일본어: 都島駅, みやこじまえき)은 일본 오사카부 오사카시 미야코지마구에 있는 오사카 시영 지하철의 철도역이다. 역 번호는 T17이다.

## 개요 및 역 구조
섬식 1면 2선의 승강장이 있는 지하역이다. 개찰구는 한 군데에만 있다.
지상의 출구는 다섯 군데가 있으며, 1 ~ 4번 출구는 히가시우메다 방면, 5번 출구는 다이니치 방면에 있다.

### 승강장
| 1 | ■ 다니마치 선 | 히가시우메다 · 덴노지 · 야오미나미 방면 |
| 2 | ■ 다니마치 선 | 다이시바시이마이치 · 다이니치 방면      |

## 역세권 정보
- 사쿠라노미야역
- 오사카 시 종합 의료 센터
- 사쿠라도리 상점가
- 미야코지마 신사(都島神社)
- 오사카 구치소
- 미야코지마 공원

## 역사
- 1974년 5월 29일: 다니마치 선 영업 개시.

## 인접역
| ■ 오사카 메트로 다니마치선     | ■ 오사카 메트로 다니마치선  | ■ 오사카 메트로 다니마치선             |
| ------------------------------ | --------------------------- | -------------------------------------- |
| T16 노에우친다이 다이니치 방면 | ■ 오사카 지하철 다니마치 선 | T18 덴진바시스지 6초메 야오미나미 방면 |